# Dan (dnevnik i tjednik, Split)
Dan je bio hrvatski dvotjednik, tjednik i dnevnik iz Splita. 
Pokrenuo ih je splitski biskup Filip Frano Nakić. Prvi broj ovog lista je izašao 10. lipnja 1903. Izlaženje ovih novina je sukladno Rezoluciji Prvog katoličkog kongresa iz 1900., održanog u Zagrebu. Tad se naglasilo da su vjernici obvezni širiti i pomagati katolički tisak radi preprječavanja širenja "bezvjersko liberalno-naprednjačkog tiska" te radi širenja kršćanskih načela u zajednici, a usklađeno s enciklikom pape Leona XIII. Rerum novarum, u kojoj se papa založio za razvitak katoličkih socijalnih nauka (za zaštitu privatne imovine, ali i za pravedne plaće radnika), za radnička prava i socijalnu pravdu.
Ciljno čitateljstvo su mu bili, od nižih slojeva, težaci i radnici iz primorskih mjesta. Naglasak je bio na one na koje su mogli utjecati socijalisti. 
Od nešto obrazovanijih slojeva, ciljno čitateljstvo su bili učitelji i svećenstvo, jer su oni bili ti koji poučavaju narod i imaju mogućnost širiti kršćanske vrijednosti.
List je u početku bio dvotjednik. Od 1905. je tjednik, a u 1914. je postao dnevnim listom, što je bio sve do 1916. godine, nakon čega se vratio na tjedni ritam izlaženja. Prestao je izlaziti 24. prosinca 1918.